# Trithemis aurora
A Trithemis aurora a szitakötők (Odonata) rendjébe sorolt laposhasú acsák (Libellulidae) családjának egyik faja.

## Származása, elterjedése
Honos Dél-Ázsia nagyobbik részén, azaz az alábbi országokban:
- Banglades
- Brunei
- Fülöp-szigetek
- Kína (Fucsien, Kuangtung, Kuanghszi-Csuang Autonóm Terület, Hajnan, Szecsuan);
- Hongkong
- India
- Indonézia (Bali, Jáva, Kalimantan, Kis-Szunda-szigetek, Celebesz, Szumátra)
- Japán
- Kambodzsa
- Kelet-Timor
- Laosz
- Maláj-félsziget
- Mianmar
- Nepál
- Pakisztán
- Szingapúr
- Srí Lanka
- Tajvan
- Thaiföld
- Vietnám

Elterjedési területén mindenhol közönséges; gyakori.

## Megjelenése, felépítése
A faj hímje határozottan különbözik a nősténytől. A hímnek vörösesbarna feje van, szemei felül bíborvörösek, oldalt barnák. A tor vörös, finom, lilás színű csillogással. Duzzadt aljú potroha, bíborvörös, lilás árnyalattal. A szárnyak áttetszők, bíborszínű erezettel, és az aljukon széles borostyánszínű folt található. A szárnyfoltok sötét vörösesbarna színűek, a lábak pedig feketék.
A nőstény feje olajzöld vagy világos vörösesbarna, szemei felül lilásbarnák, alul szürkék. A tor szintén olajzöld, barna középső és fekete oldalsó csíkokkal. A potroh vörösesbarna, középső és oldalsó fekete csíkokkal. A fekete csíkok minden testrész végén összefutnak, és egy vörösesbarna foltot zárnak körül. A szárnyak áttetszők, barna végekkel. A vénahálózat világos sárgától a barnáig terjedő színű. A szárnyfoltok sötétbarna színűek, a lábak sötétszürkék, keskeny sárga csíkokkal.

## Életmódja, élőhelye
A nedves élőhelyeket kedveli, ide értve a különböző természetes és mesterséges folyó- és állóvizeket, lápokat, mocsarakat. Patakokban, folyókban, csatornákban, tavakban és tartályokban szaporodik.

## Galéria

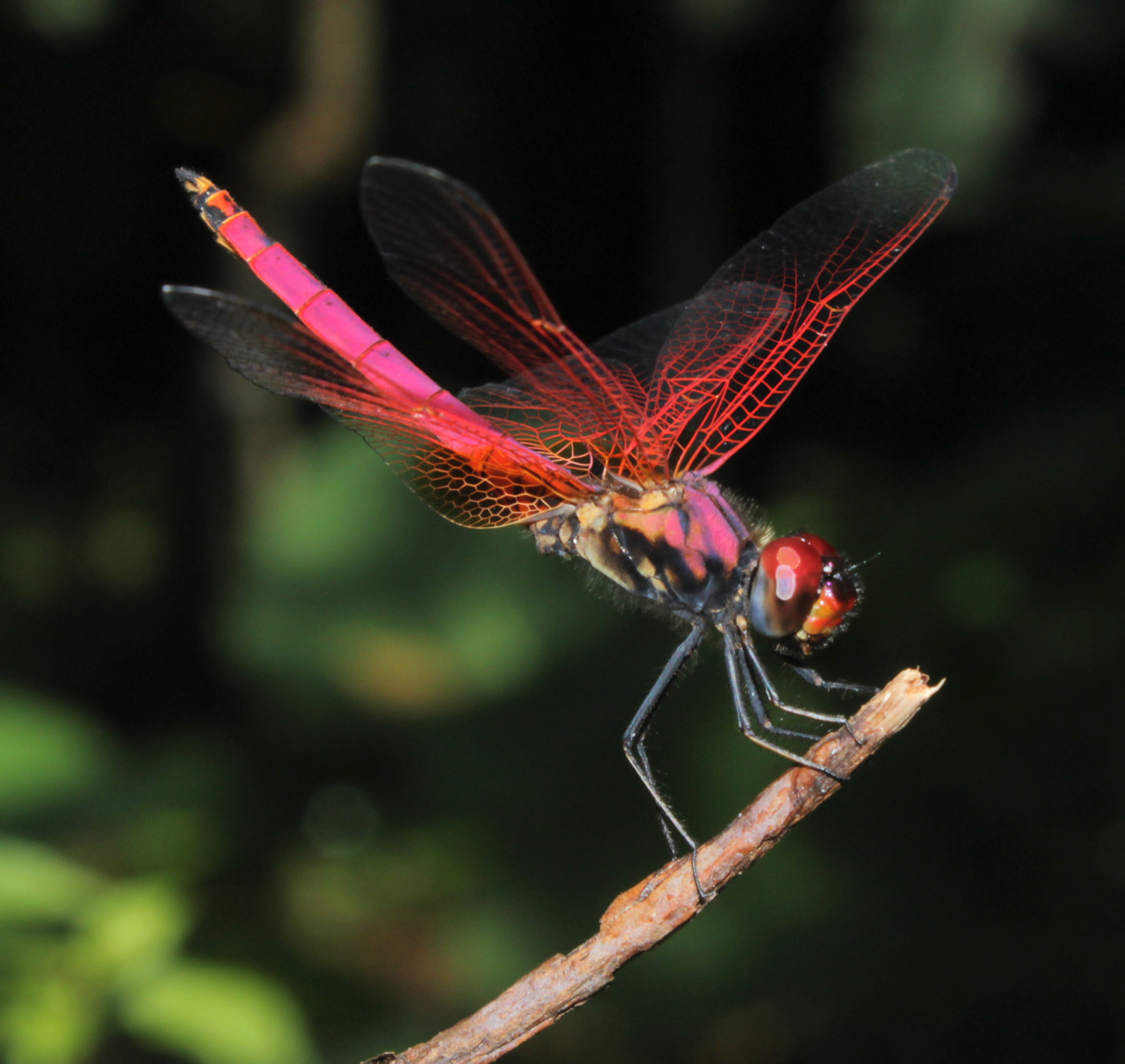
Hím
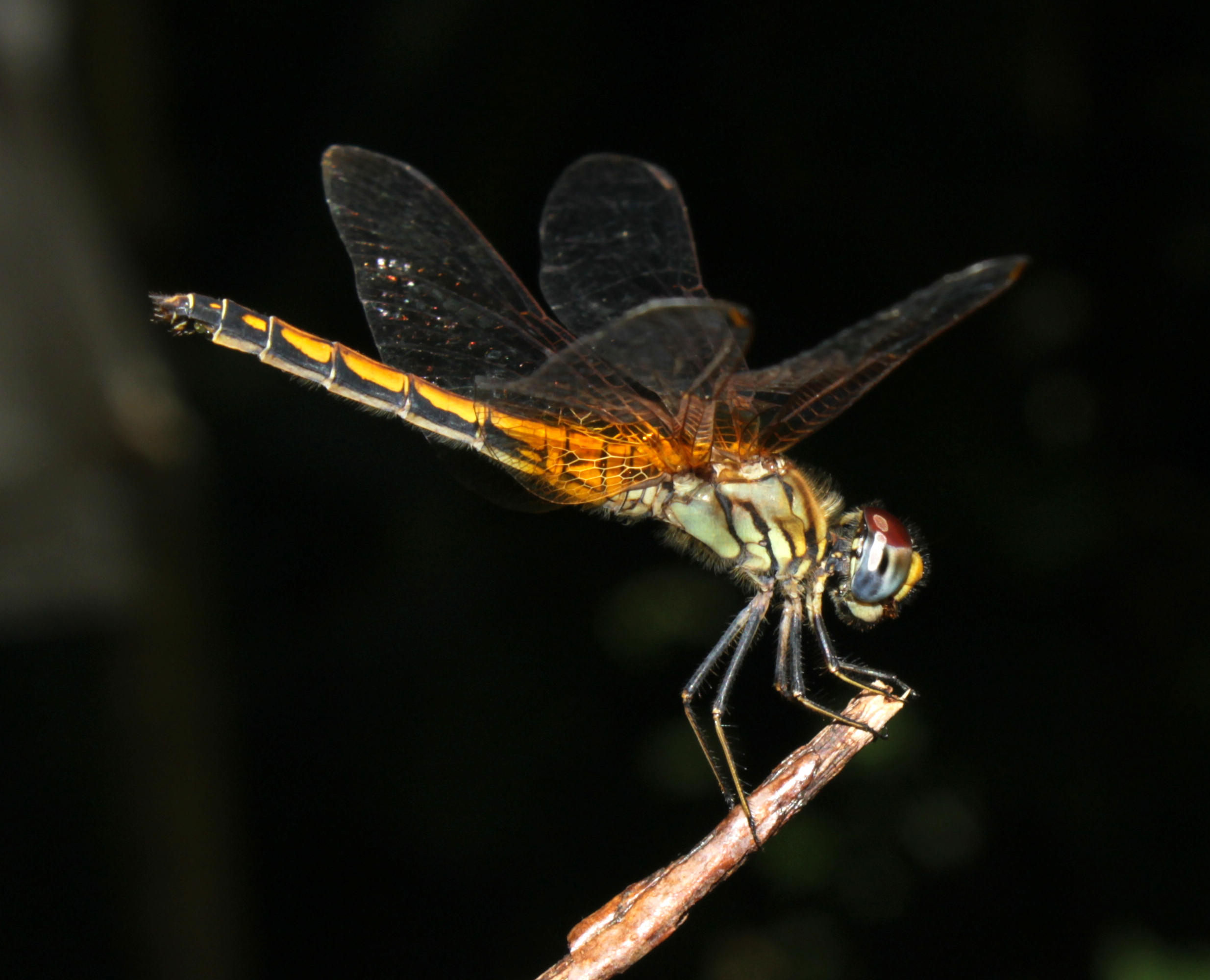
Nőstény
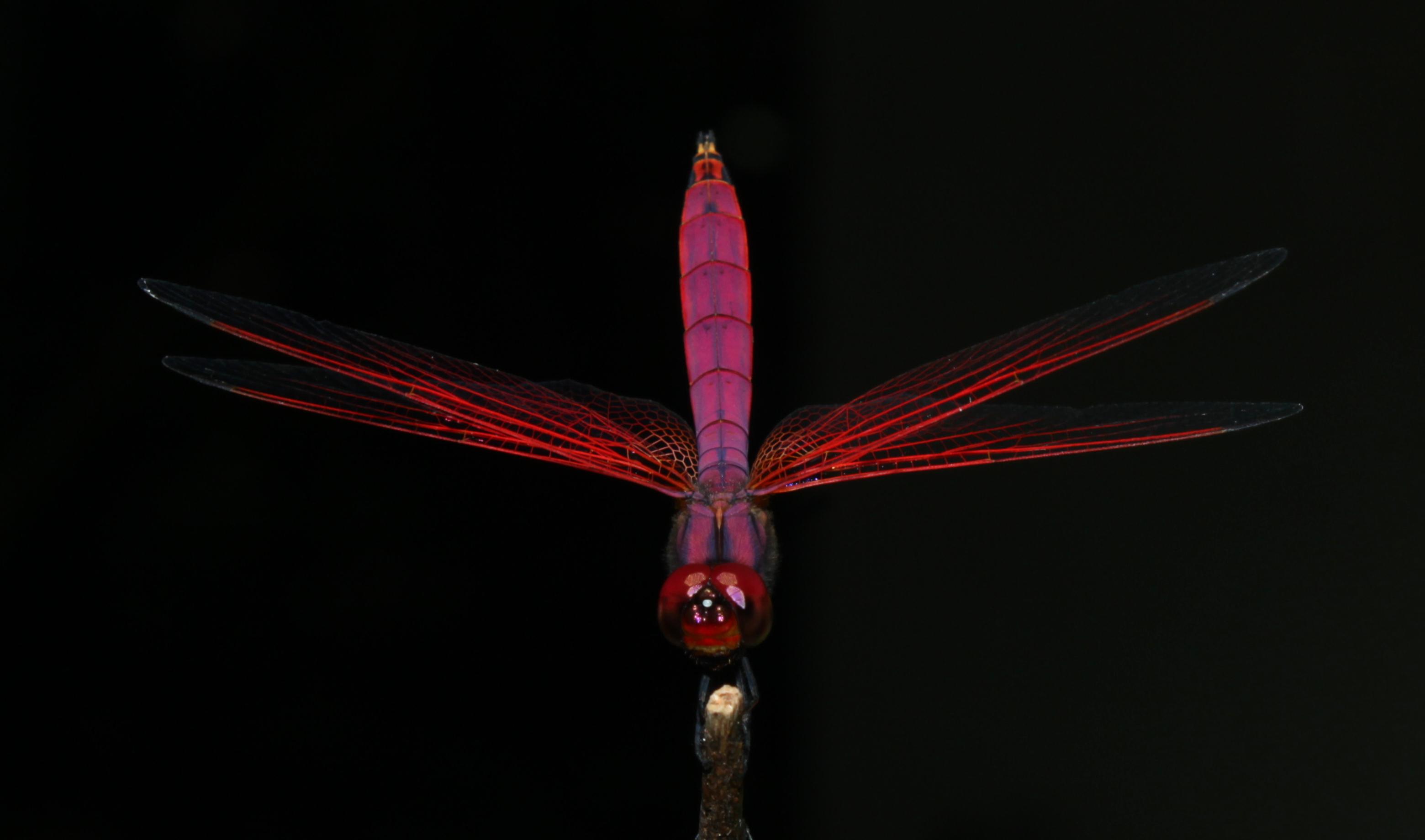
Hím
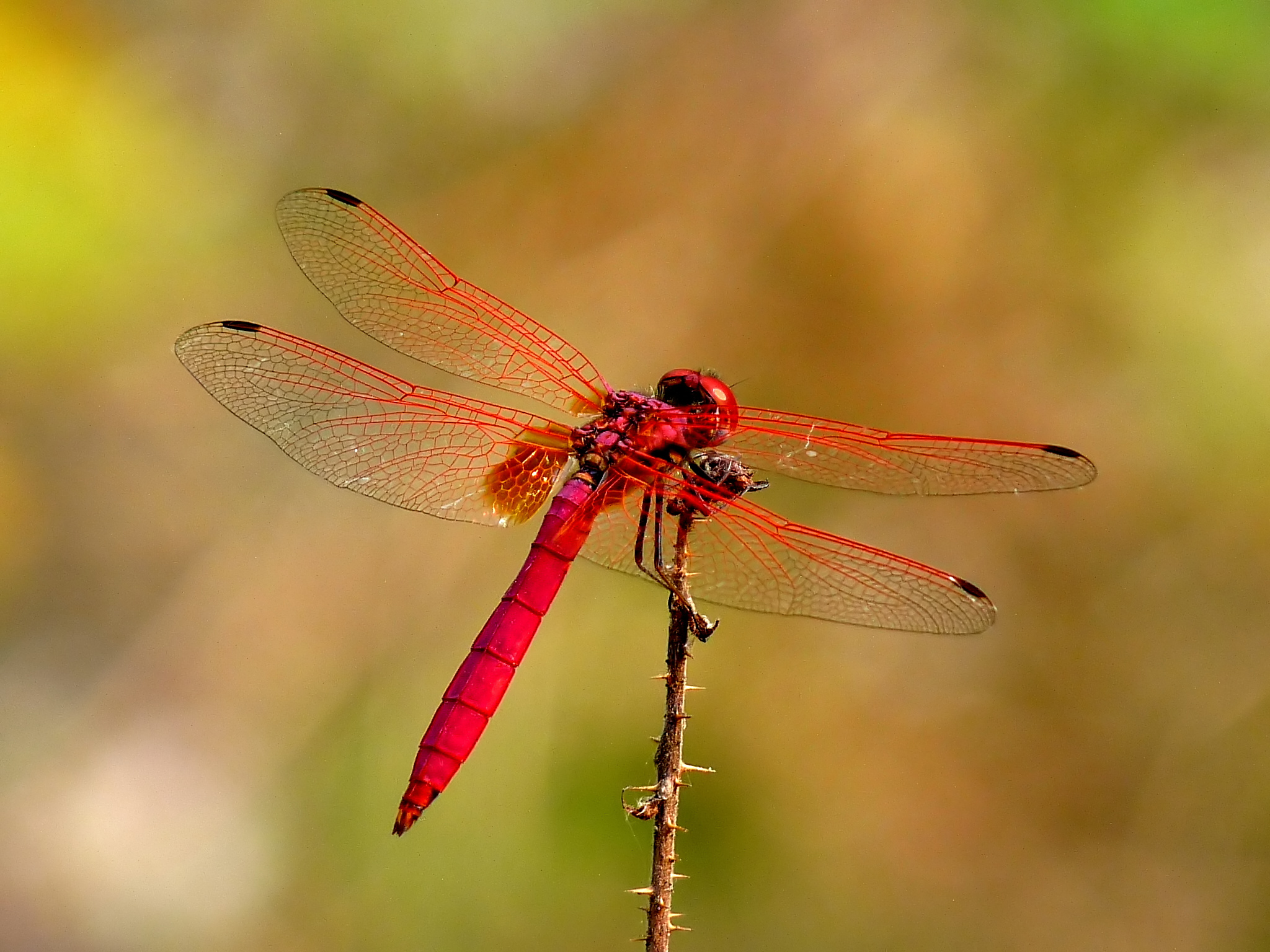
Hím
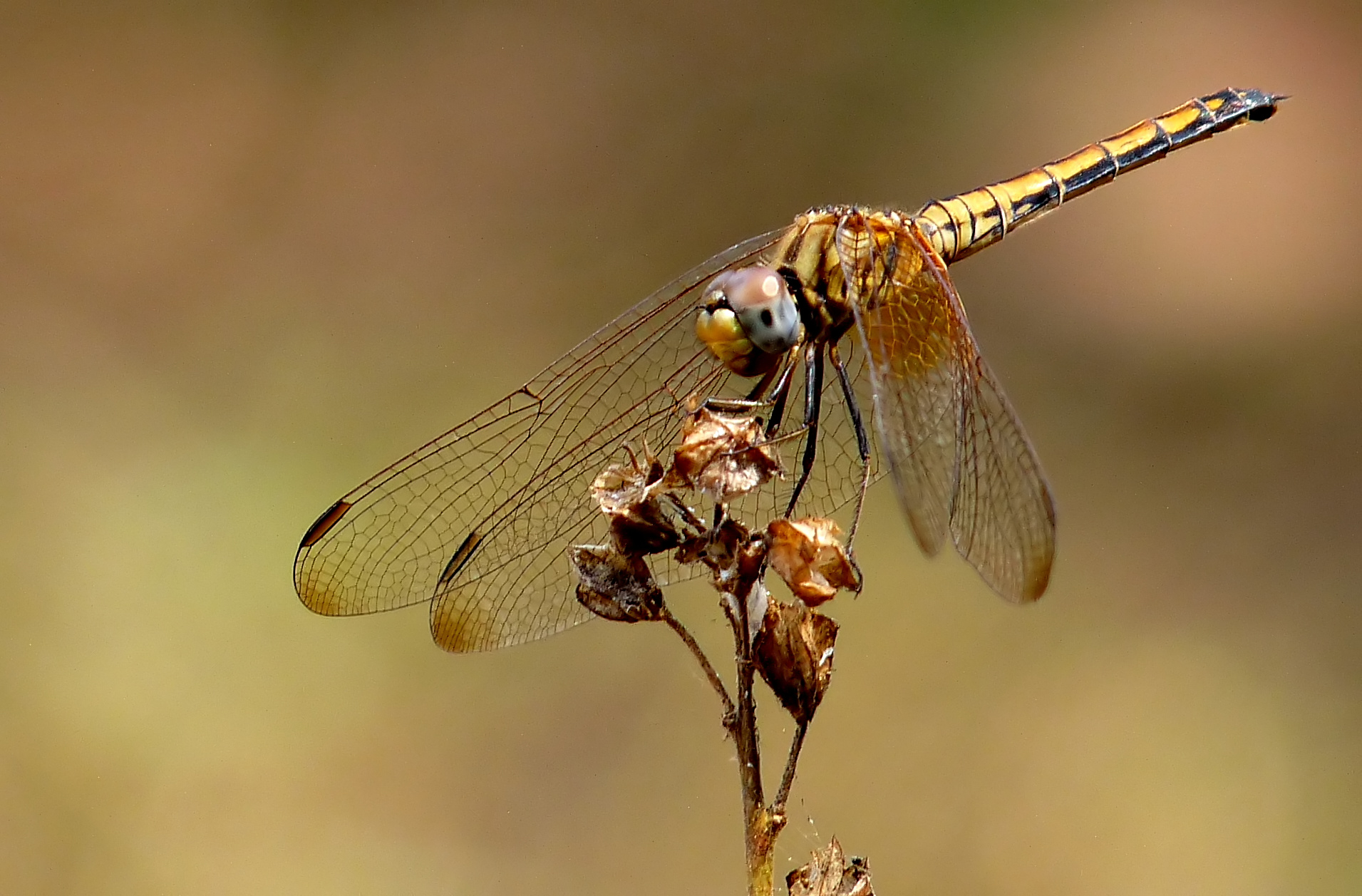
Nőstény
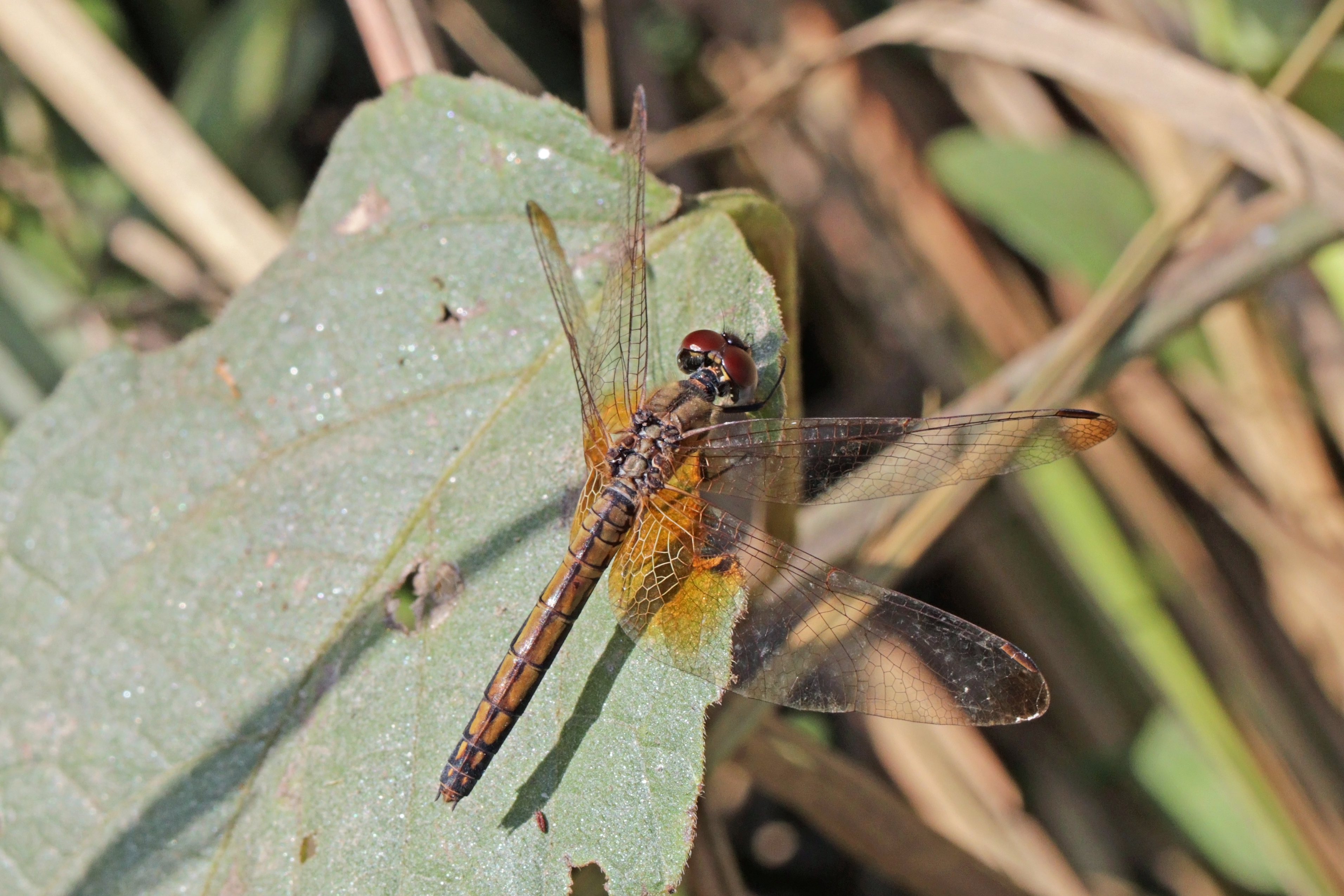
Nőstény
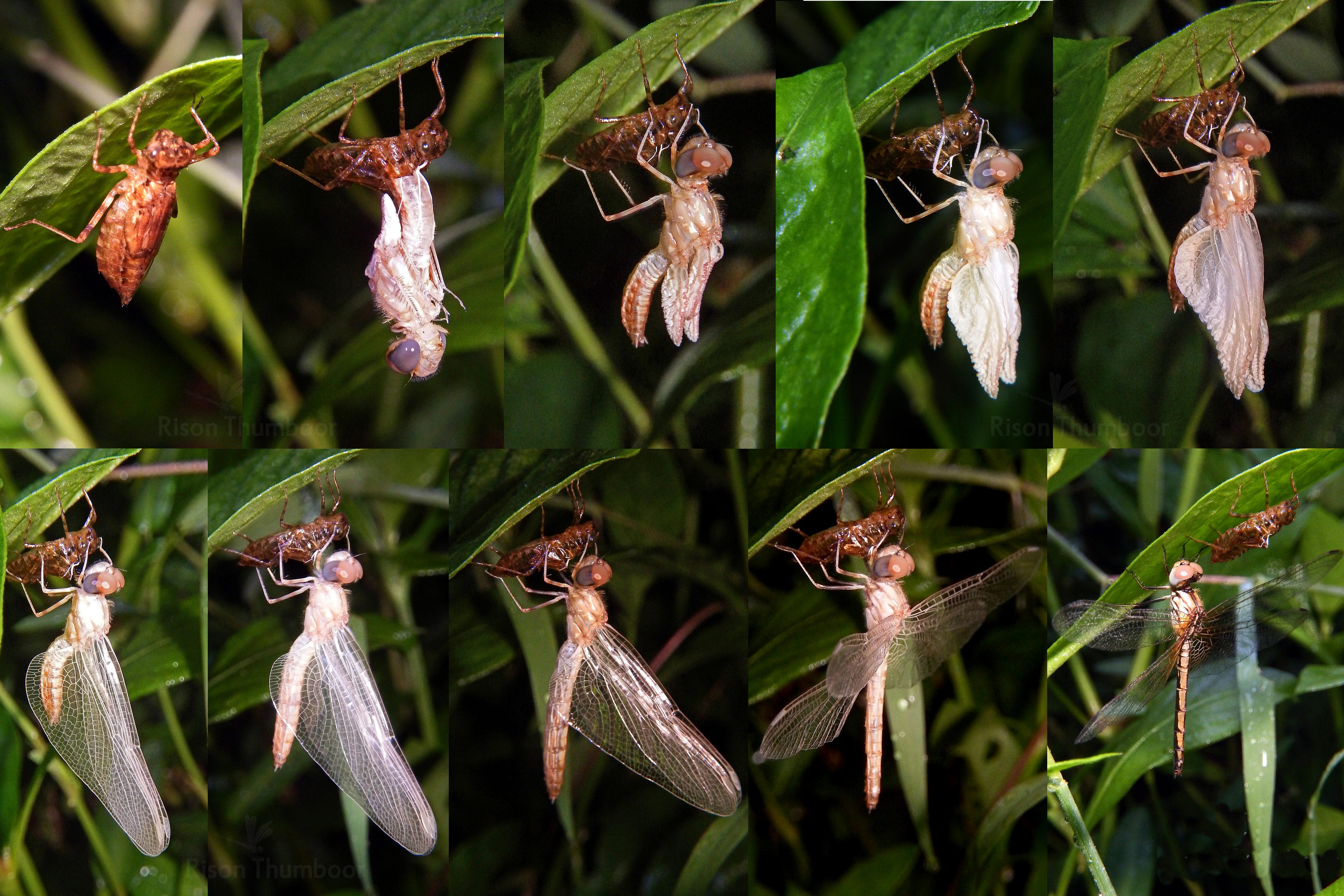
Kikelése a lárvából